# Julia de Micheo
Julia de Micheo Carrillo-Albornoz est une femme politique espagnole née le 30 juillet 1973 à Newcastle upon Tyne, membre du Parti populaire (PP).

## Biographie
Julia de Micheo est assistante parlementaire de Federico Trillo de 1996 à 2004, pendant son passage à la présidence du Congrès des députés, puis au ministère de la Défense.
Elle est ensuite sa conseillère quand il est porte-parole du groupe populaire à la commission constitutionnel du Congrès, entre 2004 et 2008, puis sa directrice de cabinet de coordonnateur de la Justice et des Libertés publiques de la commission exécutive du Parti populaire.
En 2012, après que Trillo a été nommé ambassadeur au Royaume-Uni, elle reprend le siège de député d'Alicante au Congrès des députés qu'il laisse vacant. Elle siège jusqu'en 2015, tout en travaillant auprès de son ancien chef, comme chargée des relations avec les entreprises à l'ambassade.
Opposante à la législation libérale sur l'interruption volontaire de grossesse (IVG) et membre de l'Opus Dei, elle est nommée en novembre 2016 directrice de cabinet de la ministre de la Santé, Dolors Montserrat. Elle est relevée de ses fonctions en juin 2018, quand la socialiste Carmen Montón prend la direction du ministère.